# Lobi Stars
Lobi Stars is een Nigeriaanse voetbalclub uit Makurdi.

## Erelijst
- Landskampioen

1999
- Beker van Nigeria

Winnaar: 2003
Finalist: 2005
Abia Warriors · 
ABS FC · 
Akwa United · 
El Kanemi Warriors · 
Enugu Rangers · 
Enyimba · 
Gombe United · 
Ifeanyi Uba · 
Kano Pillars · 
Katsina United · 
Lobi Stars · 
MFM · 
Nasarawa United · 
Niger Tornadoes · 
Plateau United · 
Remo Stars · 
Rivers United · 
Shooting Stars · 
Sunshine Stars · 
Warri Wolves · 
Wikki Tourists